# Panasonic Q
Il Panasonic Q è una console prodotta da Panasonic in collaborazione con Nintendo. Distribuita solo in Giappone, consiste in un Nintendo GameCube dotato di lettore DVD.